# Jean Lassalle
Jean Lassalle (født 3. maj 1955 i Lourdios-Ichère i Pyrénées-Atlantiques) en fransk politiker, der er medlem af Nationalforsamlingen, og som to gange har stillet op ved præsidentvalget. Han er tidligere borgmester.  

## Præsidentkandidat
Jean Lassalle stillede op med de franske præsidentvalg i 2017 og i 2022. Ved begge valgene var han kandidat for Résistons!, der et lille parti, som han stiftede i 2016.
Jean Lassalle opfattes især som kandidat for landdistrikterne og de små byer.

## Medlem af Nationalforsamlingen
Jean Lassalle blev valgt til Nationalforsamlingen i 2002, 2007, 2012 og 2017. Mellem 2002 og 2007 var han medlem af UDF's gruppe. Derefter var han løsgænger. Siden 2020 er han medlem af Gruppen Friheder og Territorier (LT). 

## Næstformand for departementsrådet i Pyrénées-Atlantique
Jean Lassalle var medlem af departementsrådet (conseil général) for Pyrénées-Atlantiques i 1982–2015. Han var også næstformand for rådet i 1991–2001. Departement omfatter blandt andet Nedre Navarra ved grænsen til Spanien.

## Borgmester
Jean Lassalle var borgmester i den lille by Lourdios-Ichère fra 1977 til 2017. Kommunen havde 136 indbyggere i 2019.

## Partier
Indtil 2007 repræsenterede Jean Lassalle Unionen for fransk demokrati (UDF), derefter fulgte han med de mange partifæller, der gik over i Den demokratiske bevægelse (MoDem), hvor Jean Lassalle var næstformand i 2012–2016. Fra 2016 står han i spidsen for 'Résistons!'.